# Арвалдемйоки
Арвалдемйоки (устар. Арвалдем-йоки) — река в России, протекала в Мурманской области. Устье реки находилось в 12 км по правому берегу реки Намайоки. Длина реки составляла 3,9 км, площадь водосборного бассейна — 127 км². Ныне на месте реки устроено хвостохранилище комбината «Печенганикель».

## Данные водного реестра
По данным государственного водного реестра России относится к Баренцево-Беломорскому бассейновому округу, водохозяйственный участок реки — Печенга. Речной бассейн реки — бассейны рек Кольского полуострова, впадает в Баренцево море.
Код объекта в государственном водном реестре — 02010000212101000000367.